# Gacek (nietoperze)
Gacek (Plecotus) – rodzaj ssaków z podrodziny mroczków (Vespertilioninae) w obrębie rodziny mroczkowatych (Vespertilionidae).

## Zasięg występowania
Rodzaj obejmuje gatunki występujące w Eurazji i Afryce.

## Morfologia
Długość ciała (bez ogona) 39–58,5 mm, długość ogona 37–55 mm, długość ucha 29–42 mm, długość tylnej stopy 6,7–12,6 mm, długość przedramienia 35,2–46 mm; masa ciała 5–10 g.

## Systematyka
Rodzaj zdefiniował w 1818 roku francuski przyrodnik Étienne Geoffroy Saint-Hilaire w rozdziale dotyczącym ssaków Egiptu w publikacji będącej relacją z ekspedycji armii francuskiej do Egiptu. Geoffroy Saint-Hilaire wymienił dwa gatunki – Vespertilio barbastellus von Schreber, 1774 i Vespertilio auritus Linnaeus, 1758 – z których gatunkiem typowym jest Vespertilio auritus Linnaeus, 1758 (gacek brunatny).

### Etymologia
- Macrotus: gr. μακρος makros ‘długi’; ους ous, ωτος ōtos ‘ucho’[9]. Gatunek typowy (oznaczenie monotypowe): Macrotus europseus Leach, 1816 (= Vespertilio auritus Linnaeus, 1758).
- Plecotus (Plecautus): gr. πλεκω plekō ‘owijać, skręcać’; ους ous, ωτος ōtos ‘ucho’[10].

### Podział systematyczny
Do rodzaju należą następujące występujące współcześnie gatunki:
- Plecotus austriacus (J.B. Fischer, 1829) – gacek szary
- Plecotus teneriffae Barrett-Hamilton, 1907 – gacek kanaryjski
- Plecotus gaisleri Benda, Kiefer, Hanák & Veith, 2004 – gacek afrykański
- Plecotus christii J.E. Gray, 1838 – gacek nubijski
- Plecotus kolombatovici Đulić, 1980 – gacek bałkański
- Plecotus balensis Kruskop & Lavrenchenko, 2000 – gacek etiopski
- Plecotus turkmenicus Strelkov, 1988 – gacek turkmeński
- Plecotus strelkovi Spitzenberger, 2006 – gacek tienszański
- Plecotus ognevi Kishida, 1927 – gacek amurski
- Plecotus kozlovi Bobrinski, 1926 – gacek duży
- Plecotus gobiensis Dolch, M. Stubbe, Gärtner, Thiele, Ariunbold, Batsaikhan, Lkhagvasuren, A. Stubbe & Steinhauser, 2021
- Plecotus homochrous Hodgson, 1847 – gacek pendżabski
- Plecotus taivanus Yoshiyuki, 1991 – gacek tajwański
- Plecotus sacrimontis G.M. Allen, 1908 – gacek japoński
- Plecotus wardi O. Thomas, 1911 – gacek himalajski
- Plecotus macrobullaris Kuzyakin, 1965 – gacek alpejski
- Plecotus sardus Mucedda, Kiefer, Pidinchedda & Veith, 2002 – gacek sardyński
- Plecotus auritus (Linnaeus, 1758) – gacek brunatny

Opisano również gatunki wymarłe w czasach prehistorycznych:
- Plecotus abeli Wettstein-Westersheim, 1923[12] (Austria; plejstocen)
- Plecotus pliocaenicus Topál, 1989[13] (Węgry; pliocen)
- Plecotus rabederi Woloszyn, 1987[14] (Polska; pliocen)
- Plecotus schoepfelii Rosina & Rummel, 2012[15] (Niemcy; miocen)